# Комп'ютаційна педагогіка
Комп'ютаційна педагогіка – нова гілка педагогічного знання [1]. Це інноваційний напрям вивчення педагогічних процесів і явищ на засадах обчислювальних комп'ютерних методів. Цей напрям представляє спектр використання різних теоретичних і практичних підходів, систем і напрямків аналізу, обробки і прогнозування процесів та явищ дидактичної реальності за допомогою комп'ютера.
Потреба розв’язання сукупності сучасних педагогічних проблем зумовлює появу так званої «комп'ютаційної педагогіки», яка, спираючись на здобутки класичної психолого-педагогічної науки, розробляє специфічні завдання створення й ефективного впровадження в освітню теорію та практику інформаційно-комунікаційних технологій, обчислювально-математичних, імітаційних та інших методів, зокрема виконує завдання оптимізації, моделювання та прогнозування педагогічних процесів та явищ.
Термін «комп'ютаційна педагогіка» не повинен сприйматися освітянською громадськістю «в штики». Приставка «комп'ютаційна» відображає у цій назві сенс особливості будови відповідних підсистем «комп'ютаційної», тобто обчислювальної, педагогіки комп'ютерними засобами в освітньому процесі.
Основні проблеми «комп'ютаційної педагогіки» у своїй основі схожі з проблемами традиційної педагогіки, їх постановка не суперечить, а навпаки базується на здобутках синергетики, традиційної психолого-педагогічної науки та освітньої практики. Проте, ці проблеми мають свої особливості, які відрізняють їх від традиційних і які акцентують увагу на специфічних аспектах будови й особливостях педагогічної діяльності у дидактичних моделюючих системах, в умовах, де все зважено доводиться теоретичним обґрунтуванням, математичними розрахунками, комп'ютерним моделюванням, оптимізаційним підкріпленням, використанням ідей штучного інтелекту та різних інших наук.
З цієї позиції комп'ютаційну педагогіку можна розглядати як підрозділ кібернетичної педагогіки. Але на нашу думку, сьогодні вже є всі підстави виокремити її в окрему галузь педагогічної діяльності.
До складу комп'ютаційної педагогіки входить традиційний розділ «комп'ютерна педагогіка» – це напрям у педагогіці, що ставить собі за мету створення умов і розробку методів для пізнання світу тим, кого навчають, за допомогою комп'ютерних засобів. Він спрямований на розвиток креативного мислення людини і на розробку комп'ютерних методів прогнозування як основи професійної діяльності викладача і менеджера освіти в сучасному інформаційному суспільстві. Необхідно відзначити, що комп'ютерна педагогіка, пов'язана з процесами навчання, принципово відрізняється від звичайної інформатики, що спрямована на освоєння комп'ютерної техніки й інформаційних технологій і розглядає всю їхню сукупність з точки зору впливу на навколишній світ як сферу своєї діяльності з позиції збору, збереження, пошуку, переробки, перетворення і використання інформації як такої.
Не тільки практикуючим педагогам, а й більшості українських дослідників у сфері застосування комп'ютерних технологій у навчанні, комп'ютаційна педагогіка поки мало відома. Це підтверджує недавно введена в Україні наукова спеціальність 13.00.10 – інформаційно-комунікаційні технології в освіті.
Основним методом моделювання і прогнозування в комп'ютаційній дидактиці є Computer simulation (імітаційне комп'ютерне моделювання), яке розглядається як теоретико-практичний експеримент, що дозволяє отримати нове дидактичне знання. Крім того, програмування комп'ютерних моделей розглядається як специфічний метод дослідження.
«Наука починається там, де починають вимірювати» (Д. І. Менделєєв), можна до цих слів додати: і там, де отримують об'єктивний прогноз на майбутнє. Загальновизнано, що проникнення інформаційно-математичних методів у конкретну науку є одним із показників її зрілості. У дидактиці виділяють кілька форм використання обчислювальних методів. Одна із них, усім добре знайома – це статистична обробка результатів педагогічного експерименту, друга – відшукування математичних рівнянь, які описували б співвідношення між змінними, що беруть участь у експерименті. Нарешті, третя – створення й перевірка інформаційних моделей, на основі яких людина могла б одержати зовсім нову інформацію, про яку вона ще не знала раніше.
Моделі в комп'ютаційній дидактиці можна розділити на чотири групи. Перша група – комп'ютерні моделі, що засновані на якій-небудь класичній теорії навчання; друга група – комп'ютерні моделі, що засновані на попередньому емпіричному аналізі зібраних педагогічних даних, унаслідок проведеного педагогічного дослідження (експерименту), без готових зв'язків із якою-небудь теорією; третя група – комп'ютерні моделі, що запозичені з інших сфер знання, наприклад, соціології, екології, економіки, синергетики і т. ін.; четверта група – комп'ютерні моделі, які самі отримані в комп'ютерних моделюючих середовищах, виявлених на основі алгоритмів штучного інтелекту (нейронних мереж, теорії нечіткої логіки і т. п.